# 非洲競技足球會
非洲競技足球會 是2006赛季新进加入新加坡職業足球聯賽的一支职业足球队。
球队是由非新加坡人组成的，由球队名字顾名思义就是球员都具有非洲血统。2006赛季的球队阵容是由尼日利亚，喀麦隆，肯尼亚，加纳这几个非洲足球强国的球员组合而成，球队的主场设在新加坡义顺地区的义顺体育场，球队的吉祥物是火烈鸟。
非洲竞技被允许加入联赛是因为新加坡联赛希望他们的加入可以提高联赛的激烈程度和观赏性以及将来或许部分好球员可能会改变国籍继而加入新加坡国家足球队从而提高国家队的战斗力（比如尼日利亚人Agu Casmir and Itimi Dickson）。
球队在2007赛季开赛前，由于赞助商的问题暂时退出了新加坡联赛。

## 待遇纠纷
俱乐部在2006年6月的时候遇到了一点小的争执，争执主要和待遇有关，当初承诺的球员每月工资为1600新元，但是球员最后只收到100新元，因为其中700块是扣除伙食费，据传闻伙食单调的只有白饭和鸡肉（在新加坡鸡肉是最便宜的肉类），还有住宿费用扣除800，不过22人全队只是住在5个或6个人一间屋子的一套房子内，在相同地区这类的房子一套的租金也只不过3000新币左右。他们的合约也被禁止透露给媒体，但是队员们匿名联系了英国BBC说在新加坡每月60美元什么也做不了，借此想引起国际上的注意。俱乐部主席Collin Chee第一个发表声明说：“我们不是一个富有的球队，这只有我们在联赛的第一个赛季，没有任何的工资拖欠,如果他们表现的好，他们可以得到其他球队提供的大合同”，但最终还是同意将队员们的工资涨到扣后600新元附加比赛奖金和更换更好的住宿。
 （页面存档备份，存于）